# (1644) Rafita
(1644) Rafita ist ein Asteroid des Hauptgürtels, der am 16. Dezember 1935 von dem spanischen Astronomen Rafael Carrasco Garrorena in Madrid entdeckt wurde.
Der Name des Asteroiden erinnert an den früh verstorbenen Sohn des Entdeckers.